# Amelanchier asiatica
Amelanchier asiatica är en rosväxtart som först beskrevs av Sieb. och Zucc., och fick sitt nu gällande namn av Stephan Ladislaus Endlicher och Wilhelm Gerhard Walpers. Amelanchier asiatica ingår i släktet häggmisplar, och familjen rosväxter. Inga underarter finns listade i Catalogue of Life.

## Bildgalleri

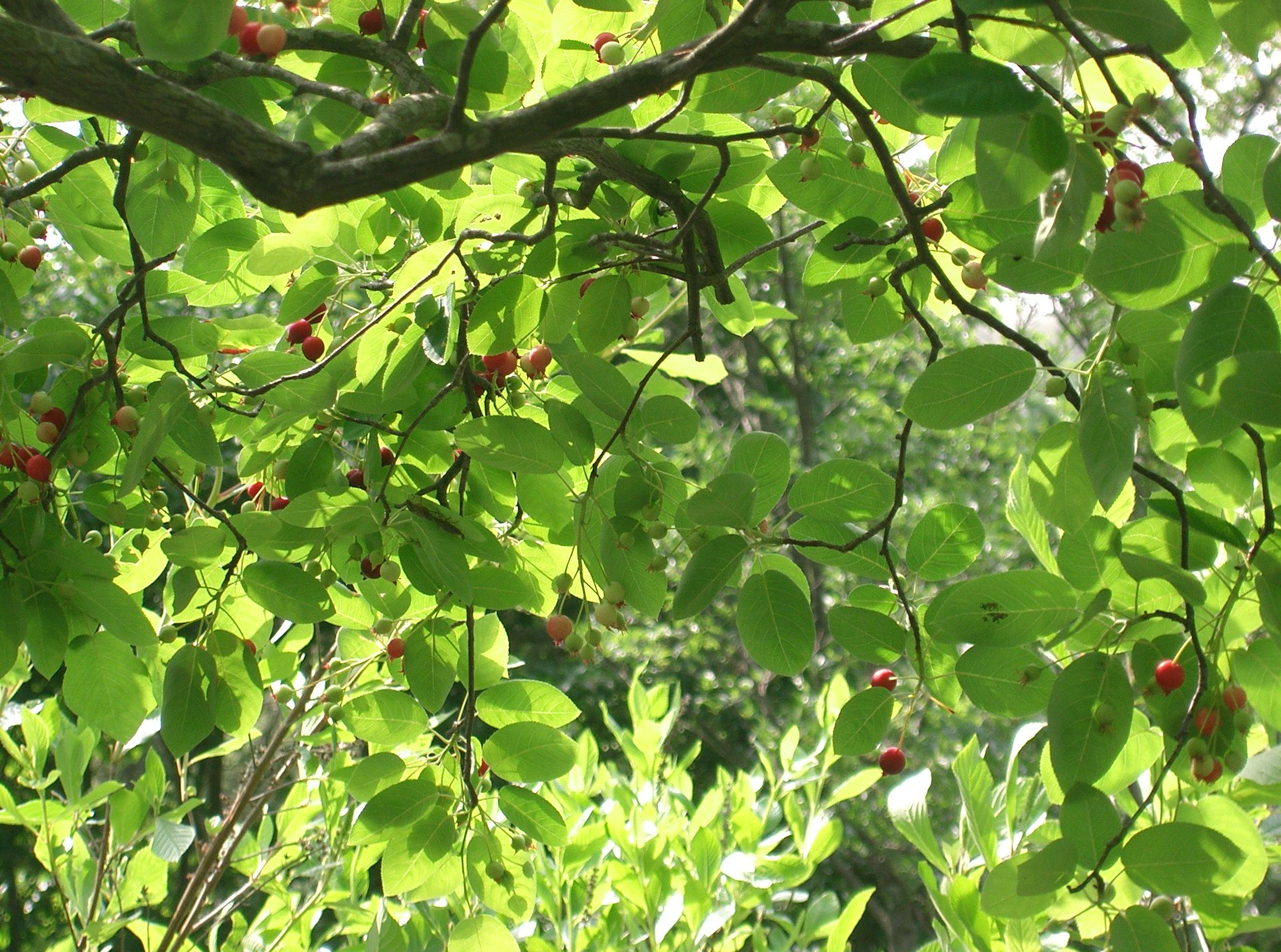
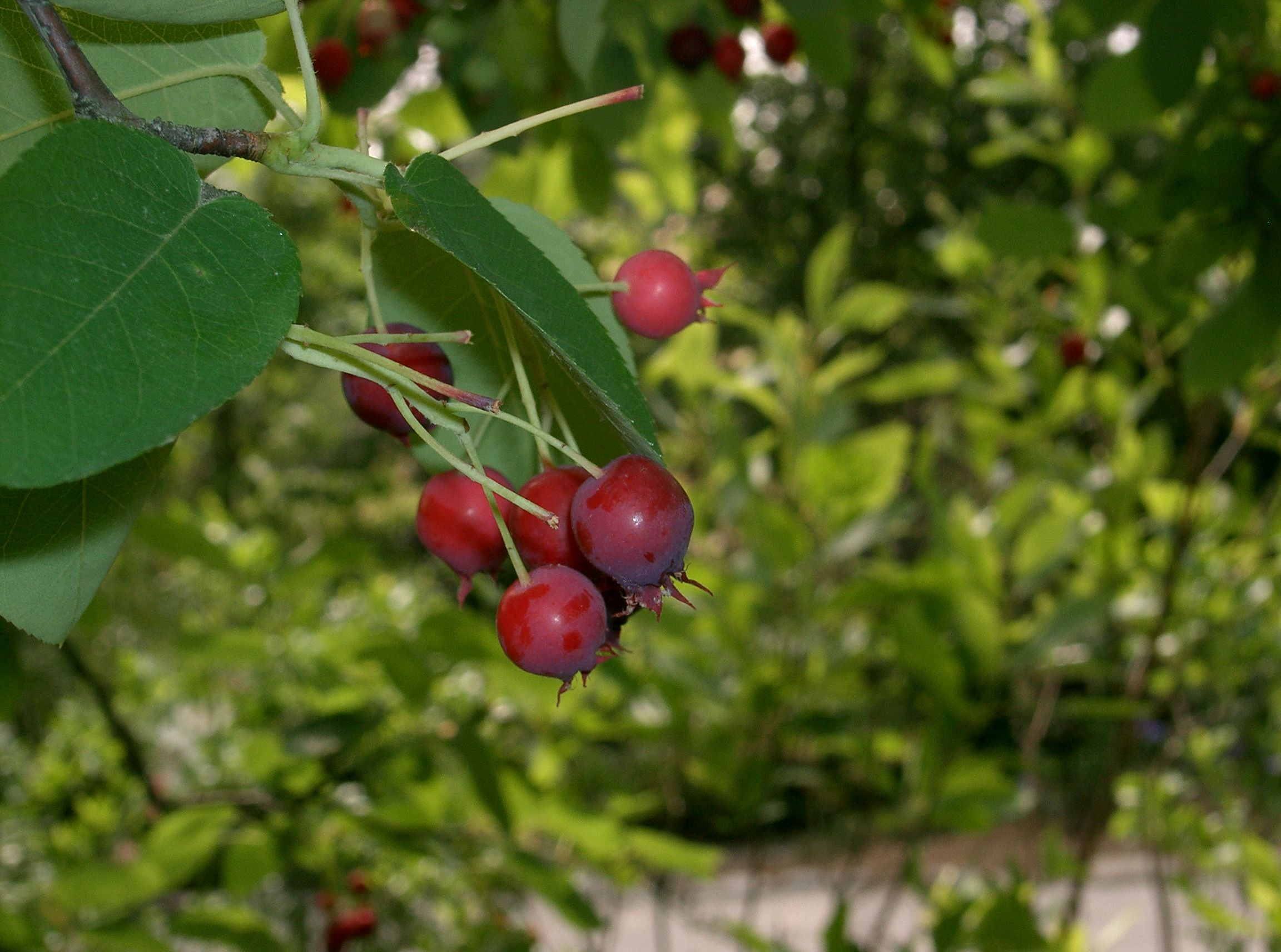
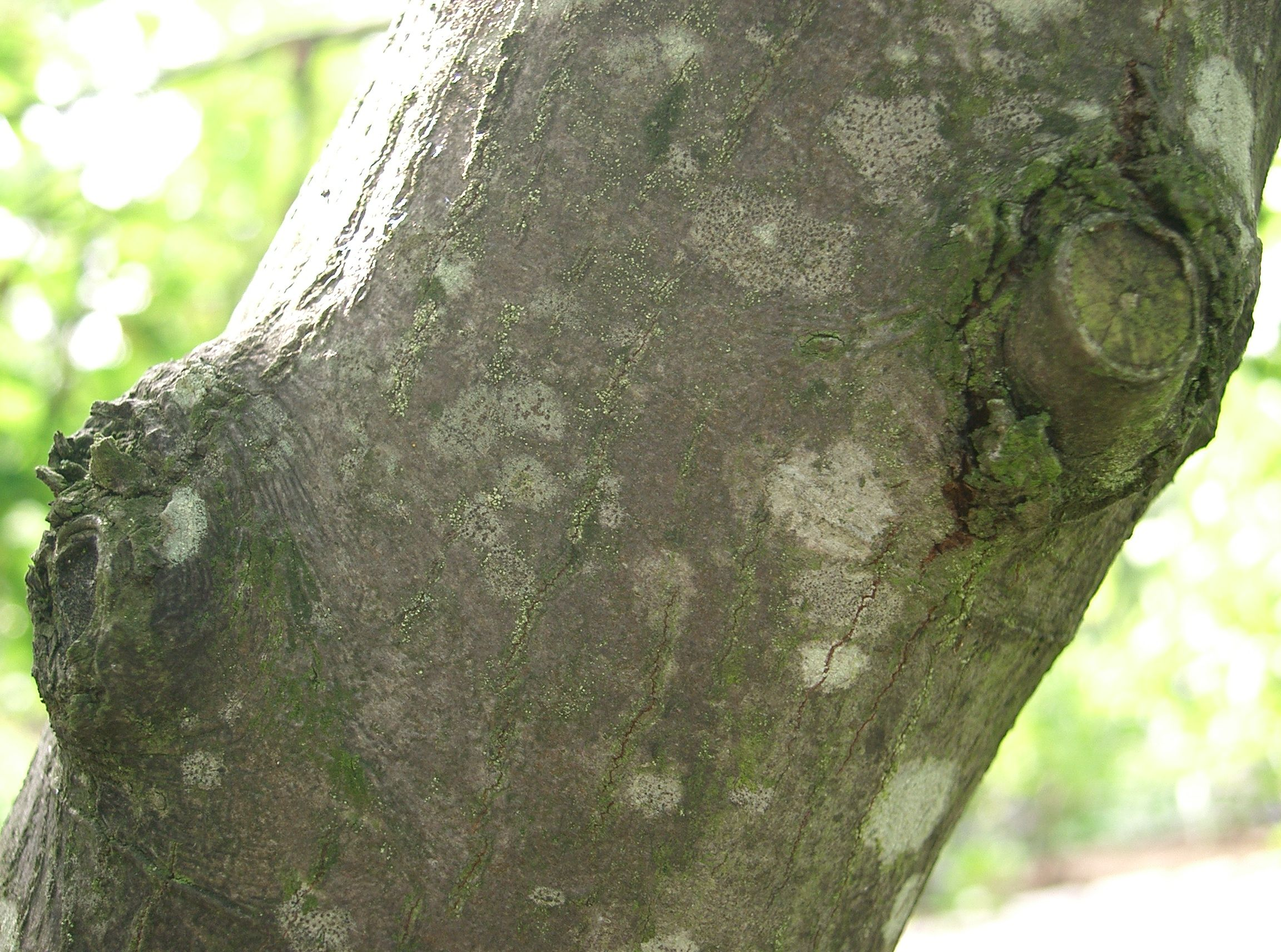
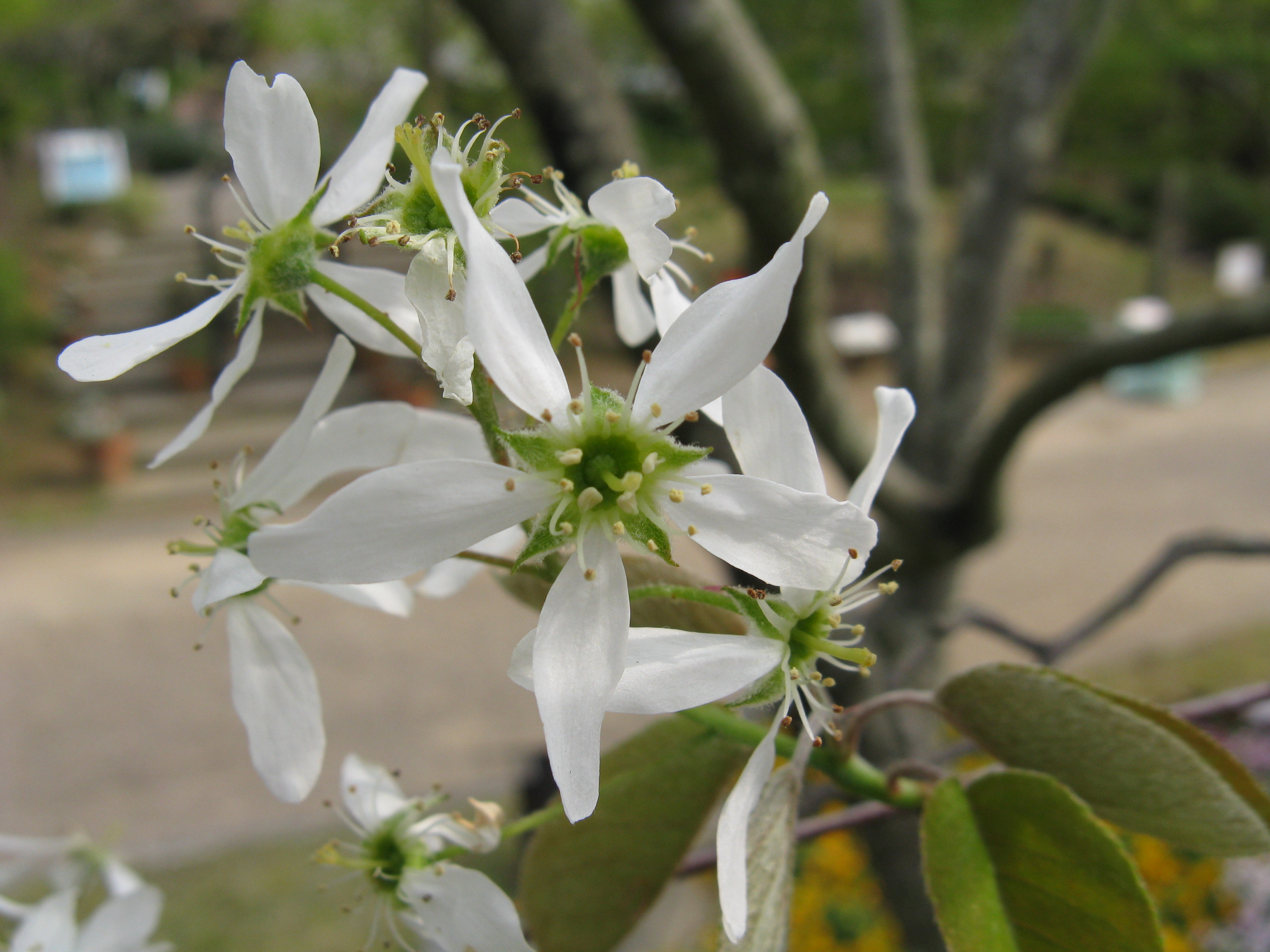
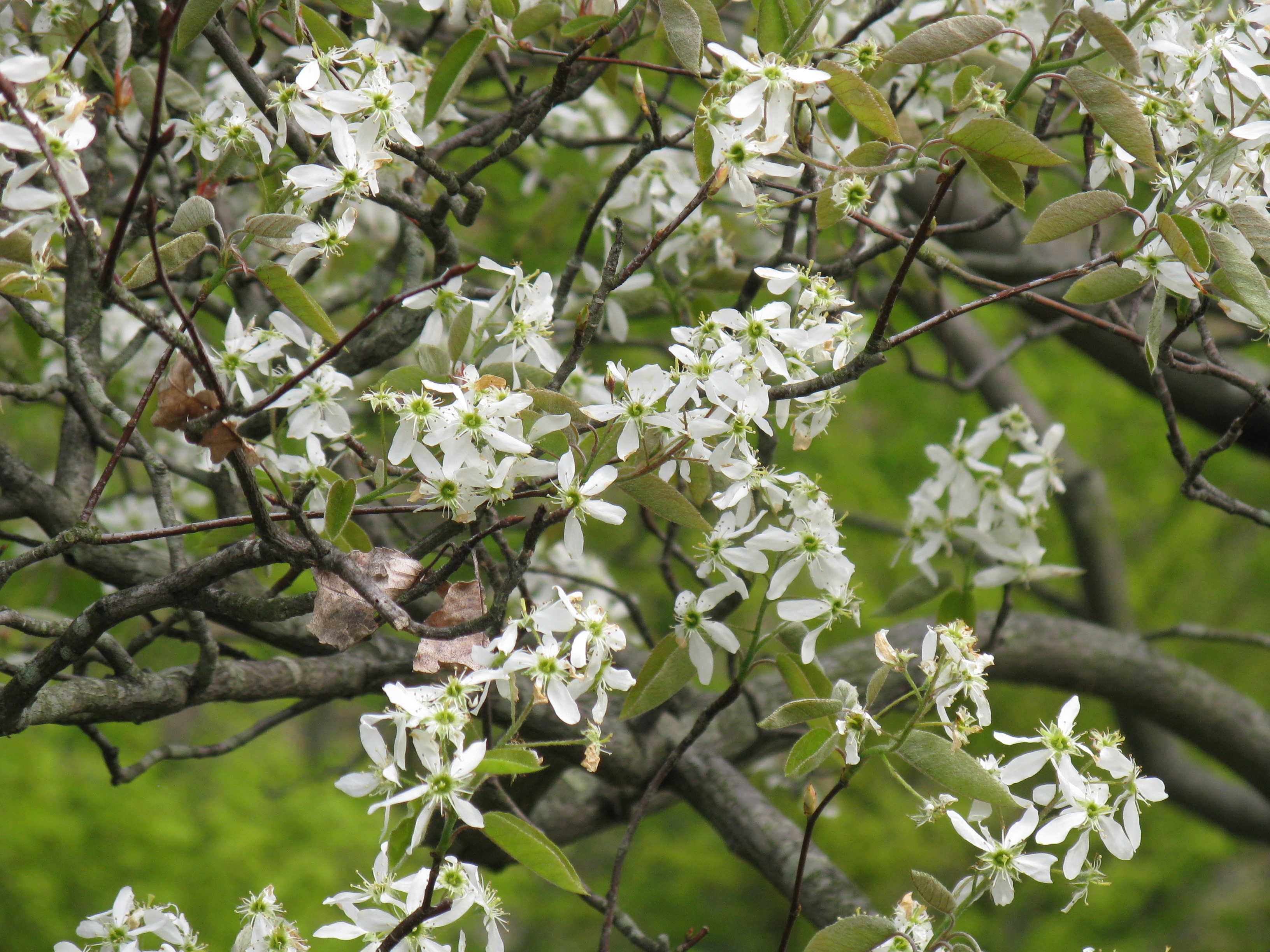